# Meister von Flémalle

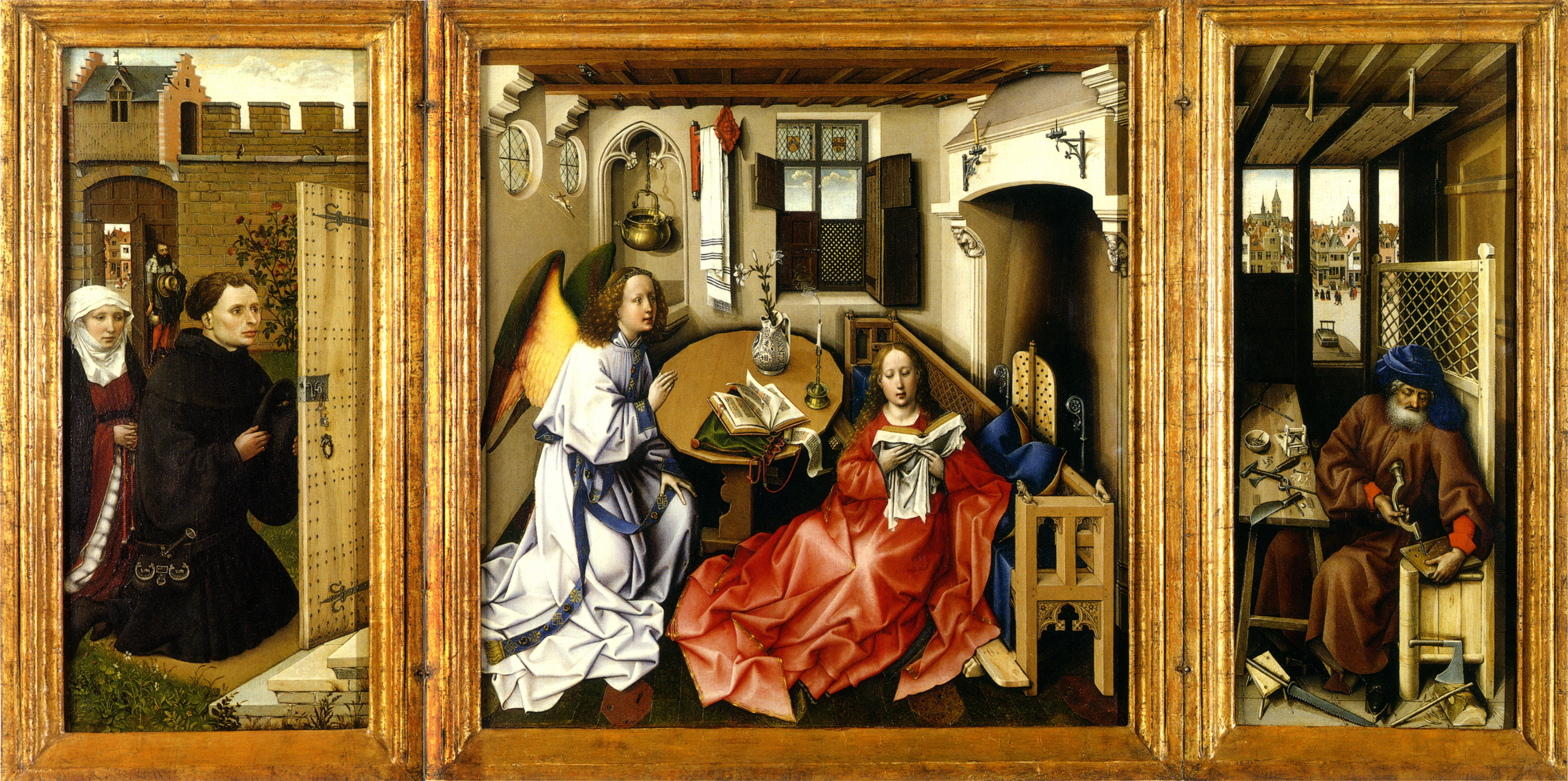
Der Mérode-Altar, ca. 1425

Meister von Flémalle (auch: Meister des Mérode-Altars) ist der Notname eines etwa von 1410 bis 1440 tätigen flämischen Malers.

## Notname und die Frage der Identität
Der unbekannte Künstler erhielt seinen Notnamen nach drei Bildtafeln, die zu den bedeutendsten und zugleich rätselhaftesten Werken der altniederländischen Malerei gehören. Der Aachener Tuchhändler Ignaz van Houtem überbrachte sie 1849 dem Städel in Frankfurt mit der Erklärung, sie stammten angeblich aus der „Abtei von Flémalle“. Sie können jedoch nicht aus dem belgischen Ort Flémalle bei Lüttich stammen, da es dort keine Abtei gibt und auch sonst kein herausragendes kirchliches Gebäude. Allerdings gab es bei Löwen die namensähnliche Abtei Vlierbeek, die während der Zeit der französischen Besatzung zwischen 1796 und 1798 aufgelöst und verkauft wurde. Abgeleitet von der fehlerhaften Herkunftsbezeichnung bekam der Schöpfer dieser drei Tafeln um 1898 von Hugo von Tschudi den Notnamen „Meister von Flémalle“. Heute steht jedoch fest, dass dieser Name auf jeden Fall nicht richtig ist.
Dem namenlosen Meister dieser drei Tafeln aus Aachen werden weitere Gemälde zugeschrieben. Da die Werkgruppe der Kunst des Rogier van der Weyden sehr nahesteht, wurde der Meister von Flémalle mit Robert Campin aus Tournai identifiziert, denn in dessen Werkstatt war Rogier van der Weyden von 1427 bis 1432 nachweislich tätig. Neuere Forschungen behaupten, die bisher dem „Meister von Flémalle“ zugeschriebenen Werke stammten gar nicht von der Hand eines einzigen Künstlers, sondern von mehreren verschiedenen Malern, die an einzelnen Werken wie dem Mérode-Altar zusammengearbeitet haben könnten. Ob einer dieser Künstler mit Robert Campin zu identifizieren sei, und wenn ja, welcher, sei ungewiss. Dagegen verteidigen andere Forscher die Einheitlichkeit des Werkes und die Identifizierung mit Robert Campin.

## Werke
Die sogenannten „Flémaller Tafeln“:
- Gnadenstuhl, Frankfurt a. M., Städel Museum[2]
- Heilige Veronika, Frankfurt a. M., Städel Museum[3]
- Stillende Madonna, Frankfurt a. M., Städel Museum[4]

Weitere Werke:
- Der Schächer zur Linken Christi, Frankfurt a. M., Städel Museum[5]
- Gnadenstuhl (um 1440/50), Leuven, Stedelijk Museum Vanderkelen-Martens
- Marienbild, vor 1430, National Gallery, London[6]
- Mérode-Triptychon, New York, Metropolitan Museum of Art (The Cloisters)[7]
- Weihnachtsbild, Dijon, Musée des Beaux-Arts
- Bildnis eines feisten Mannes (Robert de Masmines?), Berlin, Gemäldegalerie[8] und Madrid, Museo Thyssen-Bornemisza[9]

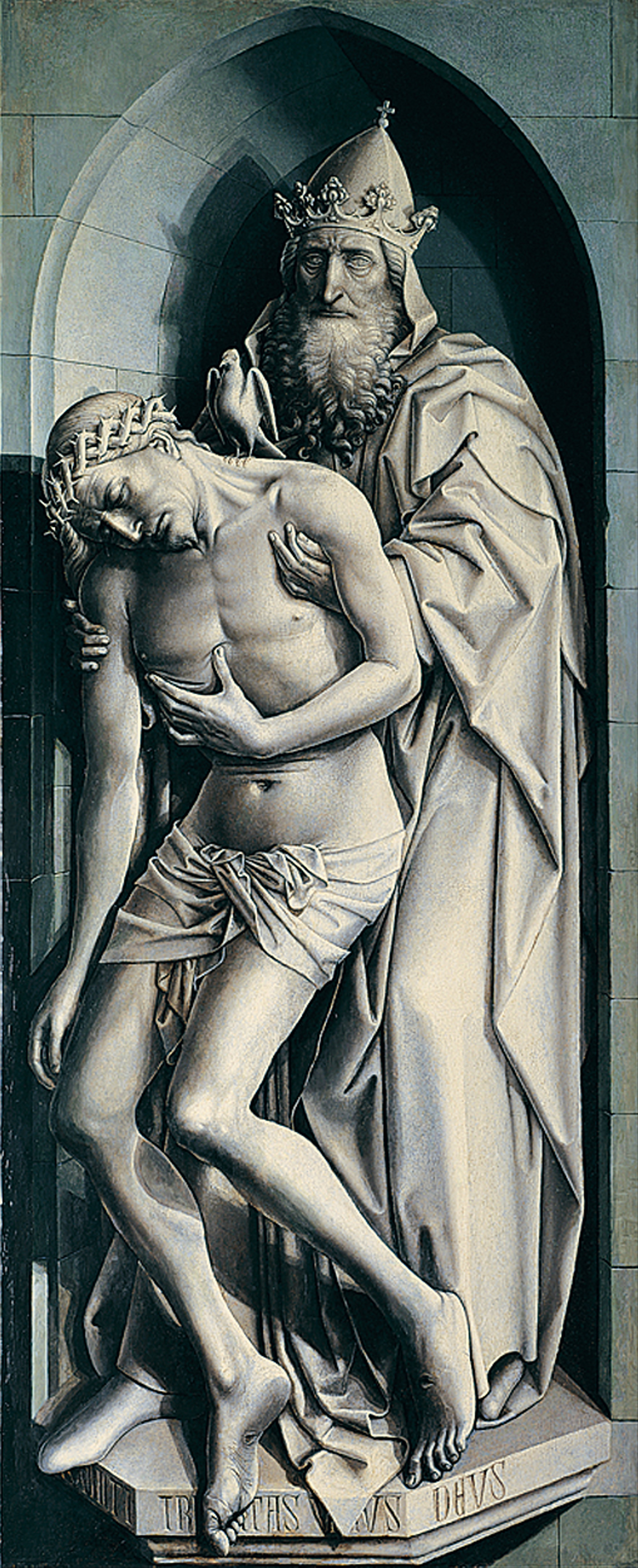
Gnadenstuhl
Heilige Veronika
Stillende Madonna
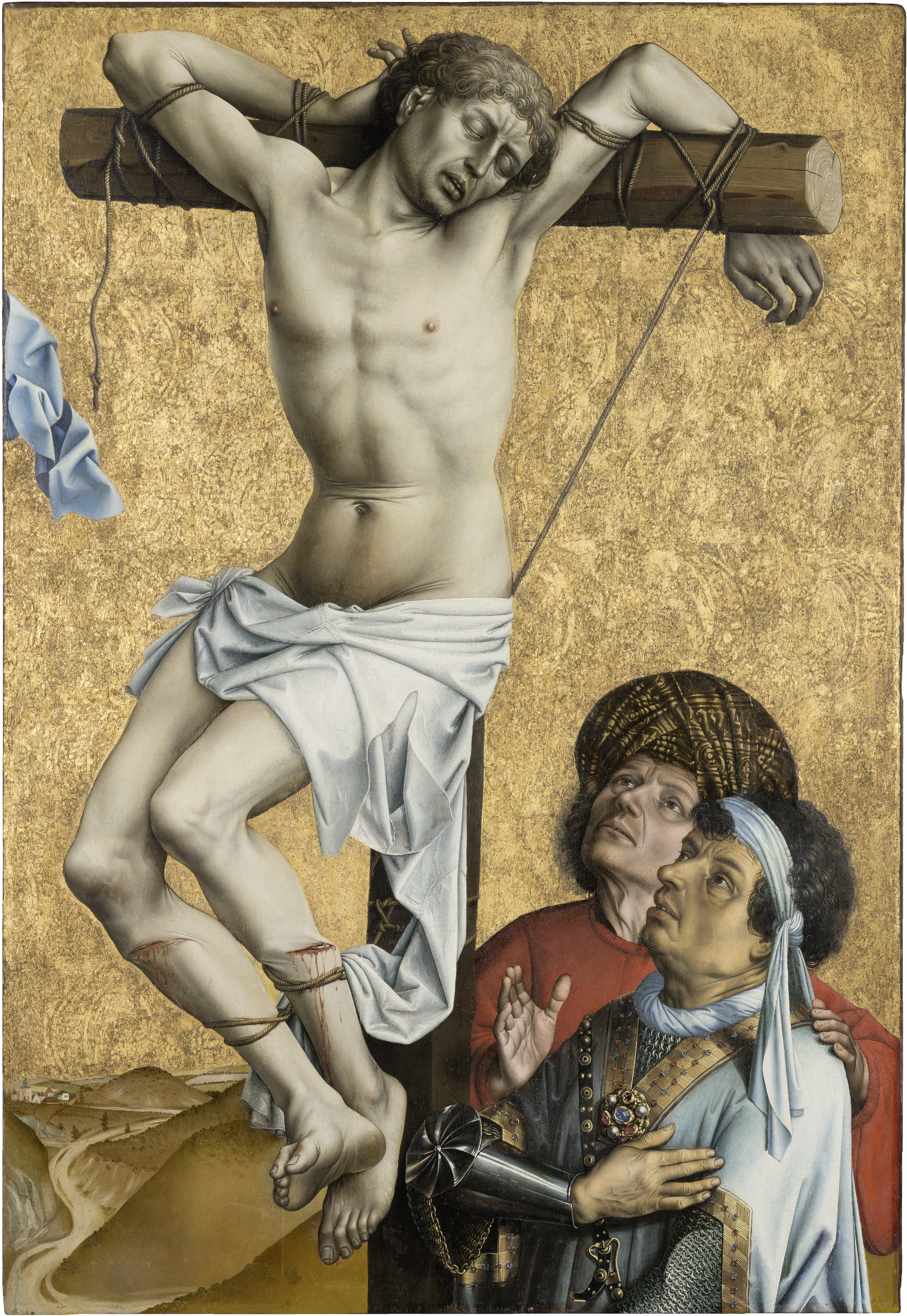
Der Schächer zur Linken Christi
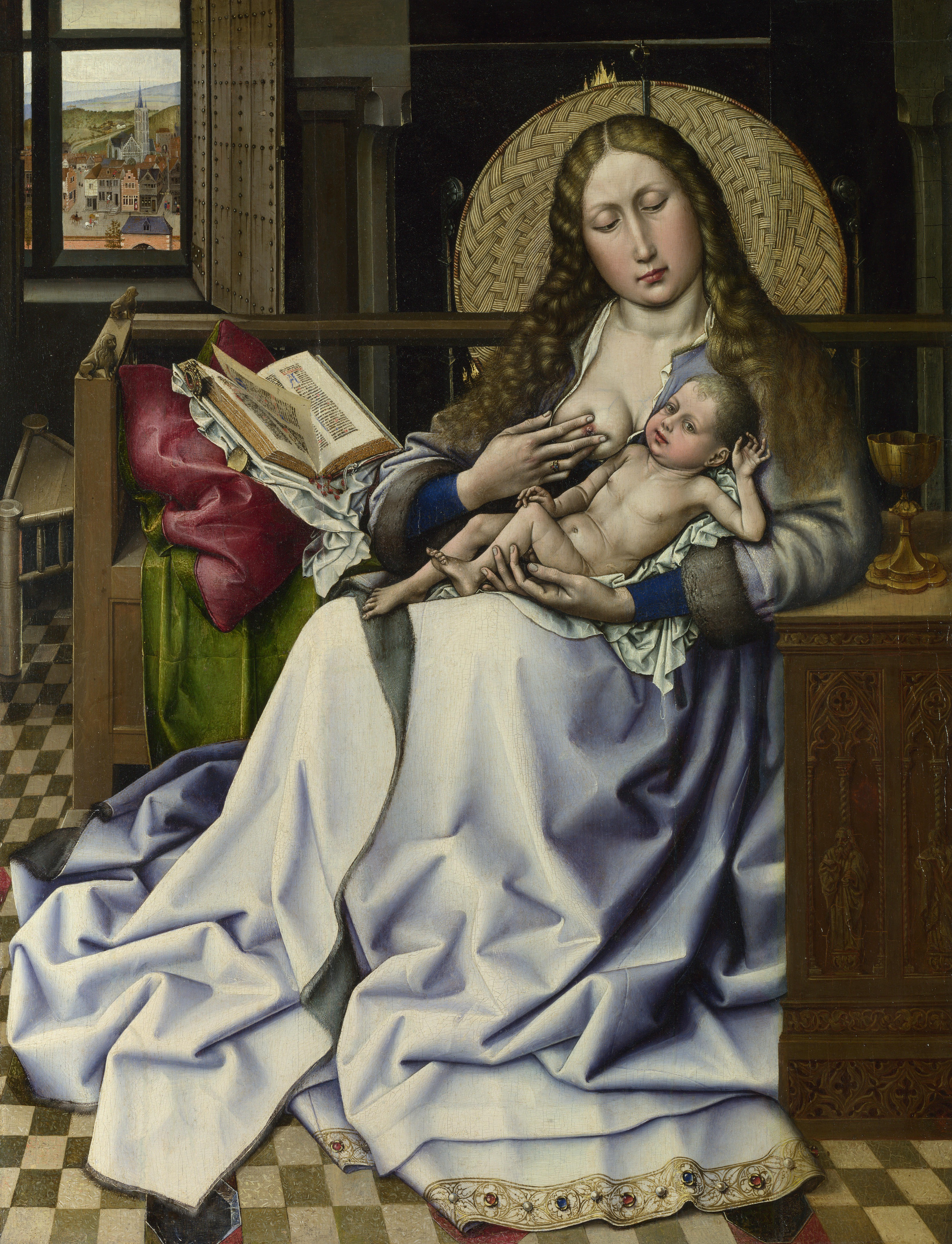
Madonna
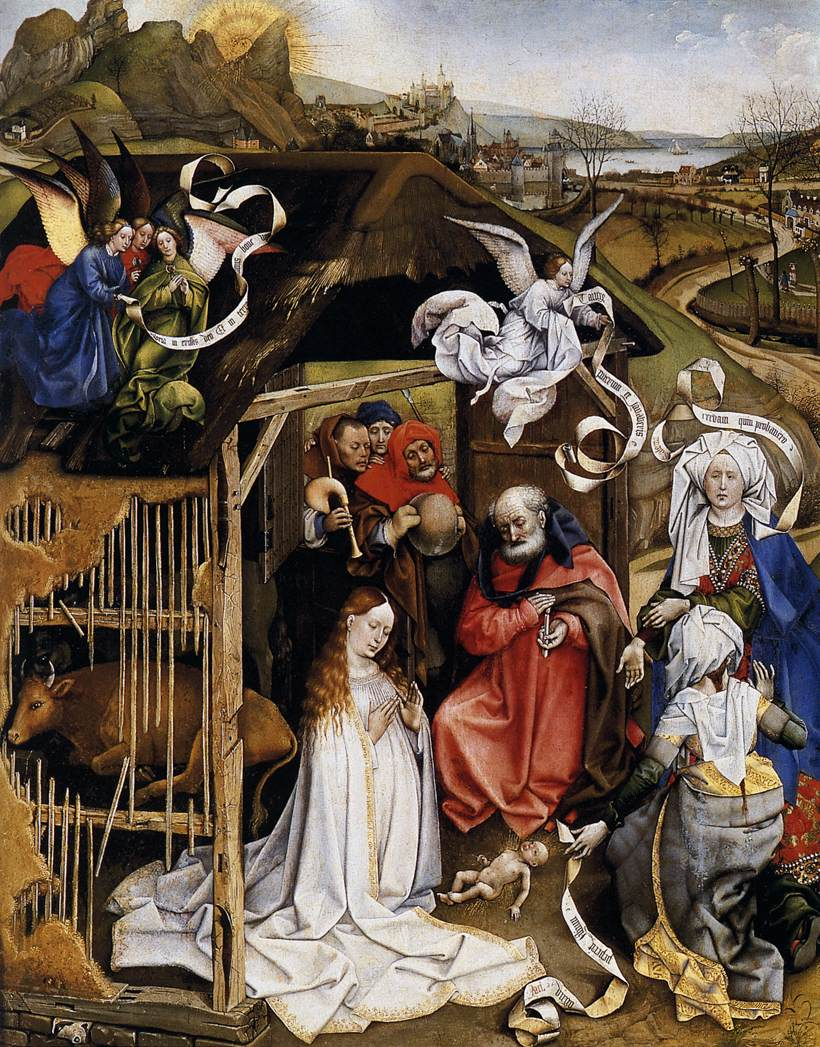
Weihnachtsbild
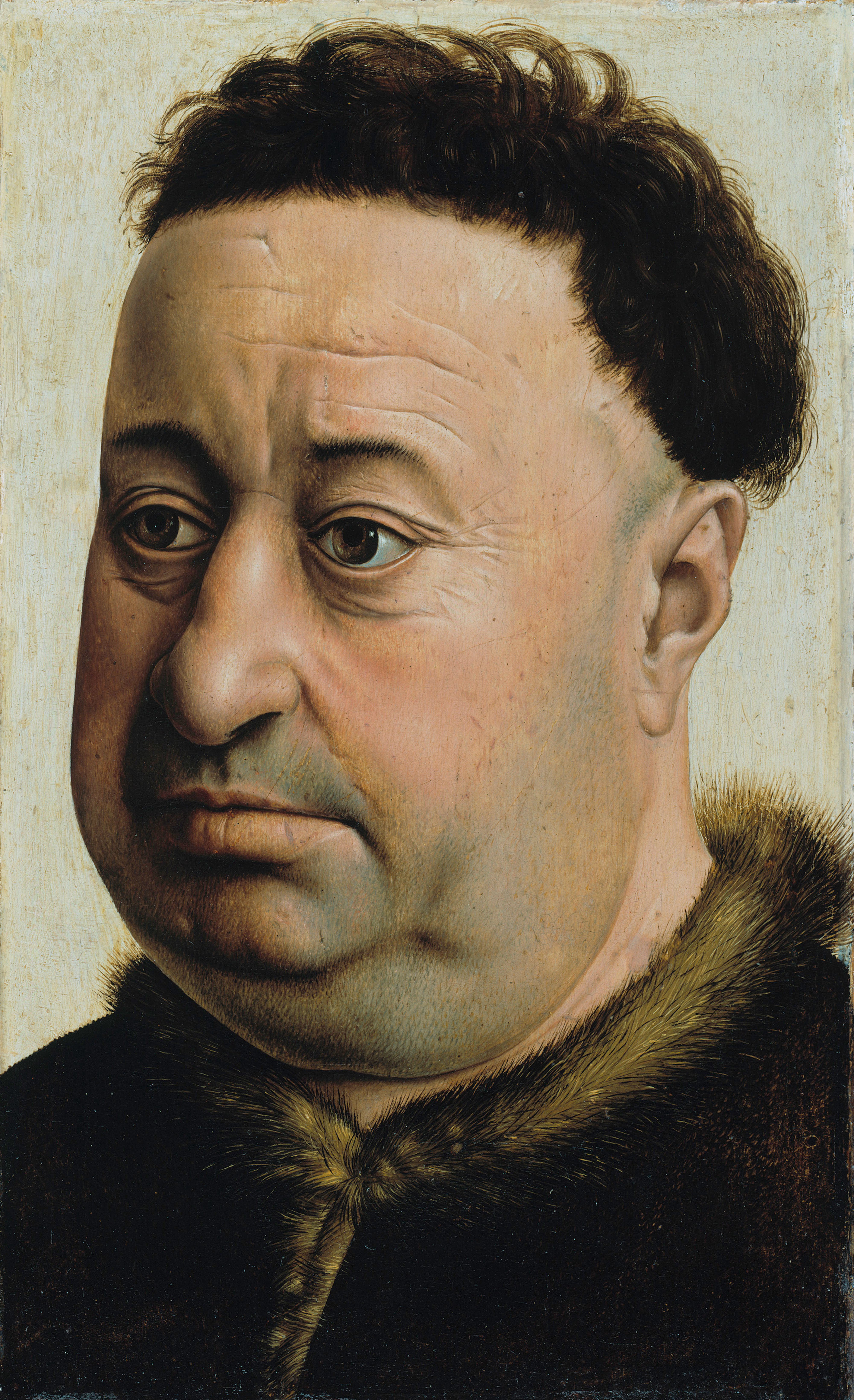
Bildnis eines feisten Mannes

## Ausstellungen
- 2008/09: Der Meister von Flémalle und Rogier van der Weyden. Städel Museum, Frankfurt am Main, und Gemäldegalerie der Staatlichen Museen zu Berlin.
- 2017/18: Im neuen Glanz. Das Schächer-Fragment des Meisters von Flémalle im Kontext. Liebieghaus, Frankfurt am Main. Katalog.